# Andrei Burcă
Andrei Andonie Burcă (sinh ngày 15 tháng 4 năm 1993) là một cầu thủ bóng đá người România thi đấu ở vị trí hậu vệ cho CFR Cluj.

### Bàn thắng quốc tế
Bàn thắng và kết quả của România được để trước.
| # | Ngày                | Địa điểm                            | Đối thủ | Bàn thắng | Kết quả | Giải đấu                 |
| - | ------------------- | ----------------------------------- | ------- | --------- | ------- | ------------------------ |
| 1 | 28 tháng 3 năm 2023 | Arena Națională, Bucharest, România | Belarus | 2–0       | 2–1     | Vòng loại UEFA Euro 2024 |